# ۹۶۲ (خورشیدی)
۹۶۲ نهصد و شصت و دومین سال هجری خورشیدی است.